# Večernje novosti (dnevni list, Beograd)
Večernje novosti srbijanske su dnevne novine koje izlaze u Beogradu. 
Osnovane su u jeku Tršćanske krize. Ideja o pokretanju ovih novina je potekla je od Vladimira Dedijera, glavnog urednik "Borbe", koji je sugerirao svojim suradnicima koji su, zbog događaja u Trstu, pripremali izvanredno izdanje, da pokrenu novi večernji list, koji bi izlazio popodne i objavljivao svježe, kratke vijesti s dosta fotografija i krupnih naslova. Prvo izdanje izašlo je 16. listopada 1953., a prvi urednik bio je Slobodan Glumac.